# Alexander Lund Hansen
Alexander Lund Hansen (Åfjord, 6 ottobre 1982) è un ex calciatore norvegese, di ruolo portiere.

## Biografia
Lund Hansen ha una relazione con la giocatrice di pallamano Gøril Snorroeggen.

## Carriera

### Club

#### Rosenborg e Fredrikstad
Cresciuto nel Nardo, Alexander Lund Hansen passò al Rosenborg nel 2001. Esordì in prima squadra soltanto il 5 maggio 2004, quando giocò contro il Rissa nell'edizione stagionale della Coppa di Norvegia, rimanendo imbattuto. Fu in seguito mandato in prestito al Fredrikstad, con cui esordì nell'Eliteserien in data 25 luglio 2004, curiosamente proprio contro il Rosenborg: la sua nuova squadra fu però sconfitta per 3-1. Rimase in prestito al Fredrikstad sia per il campionato 2004 che per quello 2005, collezionando in totale 19 apparizioni, subendo 34 reti.

#### Ritorno al Rosenborg
Tornò così al Rosenborg, dove fu inizialmente utilizzato nella coppa nazionale e soltanto in seguito, il 23 luglio 2008, riuscì a debuttare con la maglia del club di Trondheim nella massima divisione norvegese, nella vittoria per 0-1 sul campo del Viking. Il 28 agosto dello stesso anno poté giocare anche la sua prima gara nelle competizioni europee: sostituì infatti il titolare Rune Almenning Jarstein a poco più di un quarto d'ora dalla fine della partita di ritorno del secondo turno preliminare di Europa League contro il Djurgården. Il 21 agosto 2009 disputò la sua ultima partita per il Rosenborg, nella vittoria per 1-4 in casa del Fredrikstad.

#### Odense e Start
Il 13 novembre dello stesso anno, si trasferì in Danimarca per giocare nell'Odense. Esordì con il nuovo club l'11 aprile 2010, subentrando al termine della gara persa per 0-1 contro il Brøndby, sostituendo Roy Carroll. Il 26 novembre 2010 si accordò con lo Start, trasferendosi a parametro zero nella squadra di Kristiansand. Il 21 agosto dello stesso anno disputò il primo incontro con questa maglia, quando fu titolare nella sconfitta per 2-0 contro il Sogndal. A fine stagione, lo Start retrocesse in 1. divisjon.

#### Nuovamente al Rosenborg
Il 6 agosto 2012 è stato ufficializzato il suo ritorno al Rosenborg, a partire dal 20 agosto successivo. Il 5 novembre 2016, Lund Hansen ha annunciato il proprio ritiro dall'attività agonistica.

## Statistiche

### Presenze e reti nei club
Statistiche aggiornate al 7 novembre 2016.
| Stagione           | Club               | Campionato         | Campionato | Campionato | Coppe nazionali | Coppe nazionali | Coppe nazionali | Coppe continentali | Coppe continentali | Coppe continentali | Supercoppe | Supercoppe | Supercoppe | Totale | Totale |
| Stagione           | Club               | Comp               | Pres       | Reti       | Comp            | Pres            | Reti            | Comp               | Pres               | Reti               | Comp       | Pres       | Reti       | Pres   | Reti   |
| ------------------ | ------------------ | ------------------ | ---------- | ---------- | --------------- | --------------- | --------------- | ------------------ | ------------------ | ------------------ | ---------- | ---------- | ---------- | ------ | ------ |
| 2001               | Rosenborg          | ES                 | 0          | 0          | CN              | 0               | 0               | UEL                | 0                  | 0                  | -          | -          | -          | 0      | 0      |
| 2002               | Rosenborg          | ES                 | 0          | 0          | CN              | 0               | 0               | UCL                | 0                  | 0                  | -          | -          | -          | 0      | 0      |
| 2003               | Rosenborg          | ES                 | 0          | 0          | CN              | 0               | 0               | CU                 | 0                  | 0                  | -          | -          | -          | 0      | 0      |
| 2004               | Rosenborg          | ES                 | 0          | 0          | CN              | 1               | -?              | UCL                | 0                  | 0                  | -          | -          | -          | 1      | -?     |
| 2004               | Fredrikstad        | ES                 | 12         | -?         | CN              | 0               | 0               | -                  | -                  | -                  | -          | -          | -          | 12     | 0      |
| 2005               | Fredrikstad        | ES                 | 7          | -?         | CN              | 0               | 0               | -                  | -                  | -                  | -          | -          | -          | 7      | -?     |
| Totale Fredrikstad | Totale Fredrikstad | Totale Fredrikstad | 19         | -?         |                 | 0               | 0               |                    | -                  | -                  |            | -          | -          | 19     | -?     |
| 2006               | Rosenborg          | ES                 | 0          | 0          | CN              | 0               | 0               | -                  | -                  | -                  | -          | -          | -          | 0      | 0      |
| 2007               | Rosenborg          | ES                 | 0          | 0          | CN              | 1               | -?              | CU                 | 0                  | 0                  | -          | -          | -          | 1      | -?     |
| 2008               | Rosenborg          | ES                 | 3          | -?         | CN              | 2               | -?              | CU                 | 2                  | -?                 | -          | -          | -          | 7      | -?     |
| 2009               | Rosenborg          | ES                 | 3          | -?         | CN              | 1               | -?              | UEL                | 0                  | 0                  | -          | -          | -          | 4      | -?     |
| gen.-giu. 2010     | Odense             | SL                 | 3          | -?         | CD              | 0               | 0               | UEL                | 0                  | 0                  | -          | -          | -          | 3      | -?     |
| ago.-dic. 2010     | Odense             | SL                 | 7          | -?         | CD              | 0               | 0               | UEL                | 1                  | -?                 | -          | -          | -          | 4      | -?     |
| Totale Odense      | Totale Odense      | Totale Odense      | 10         | -?         |                 | 0               | 0               |                    | 1                  | -?                 |            | -          | -          | 10     | -?     |
| 2011               | Start              | ES                 | 4          | -?         | CN              | 2               | -?              | -                  | -                  | -                  | -          | -          | -          | 6      | -?     |
| gen.-ago. 2012     | Start              | 1D                 | 15         | -?         | CN              | 2               | -?              | -                  | -                  | -                  | -          | -          | -          | 17     | -?     |
| Totale Start       | Totale Start       | Totale Start       | 19         | -?         |                 | 4               | -?              |                    | -                  | -                  |            | -          | -          | 23     | -?     |
| ago.-dic. 2012     | Rosenborg          | ES                 | 3          | -2         | CN              | -               | -               | UEL                | 3                  | -6                 | -          | -          | -          | 6      | -8     |
| 2013               | Rosenborg          | ES                 | 11         | -11        | CN              | 1               | 0               | UEL                | 2                  | -3                 | -          | -          | -          | 14     | -14    |
| 2014               | Rosenborg          | ES                 | 17         | -28        | CN              | 0               | 0               | UEL                | 5                  | -4                 | -          | -          | -          | 22     | -32    |
| 2015               | Rosenborg          | ES                 | 3          | -3         | CN              | 2               | 0               | UEL                | 2                  | -1                 | -          | -          | -          | 7      | -4     |
| 2016               | Rosenborg          | ES                 | 0          | 0          | CN              | 0               | 0               | UCL+UEL            | 0                  | 0                  | -          | -          | -          | 0      | 0      |
| Totale Rosenborg   | Totale Rosenborg   | Totale Rosenborg   | 40         | -?         |                 | 9               | -?              |                    | 14                 | -?                 |            | -          | -          | 63     | -?     |
| Totale             | Totale             | Totale             | 69         | -?         |                 | 10              | -?              |                    | 14                 | -?                 |            | -          | -          | 93     | -?     |

## Palmarès

### Club

#### Competizioni nazionali
- Campionato norvegese: 3

Rosenborg: 2006, 2009, 2015
- Coppa di Norvegia: 1

Rosenborg: 2015